# Foix
Foix är en stad och kommun i Frankrike som är huvudort i departementet Ariège. Kommunen hade 2007 9 568 invånare.Staden är belägen söder om Toulouse, nära gränsen mot Spanien och Andorra. Staden bildades troligen runt ett kapell som grundades av Karl den store. Kapellet blev senare ett kloster.

## Slottet i Foix

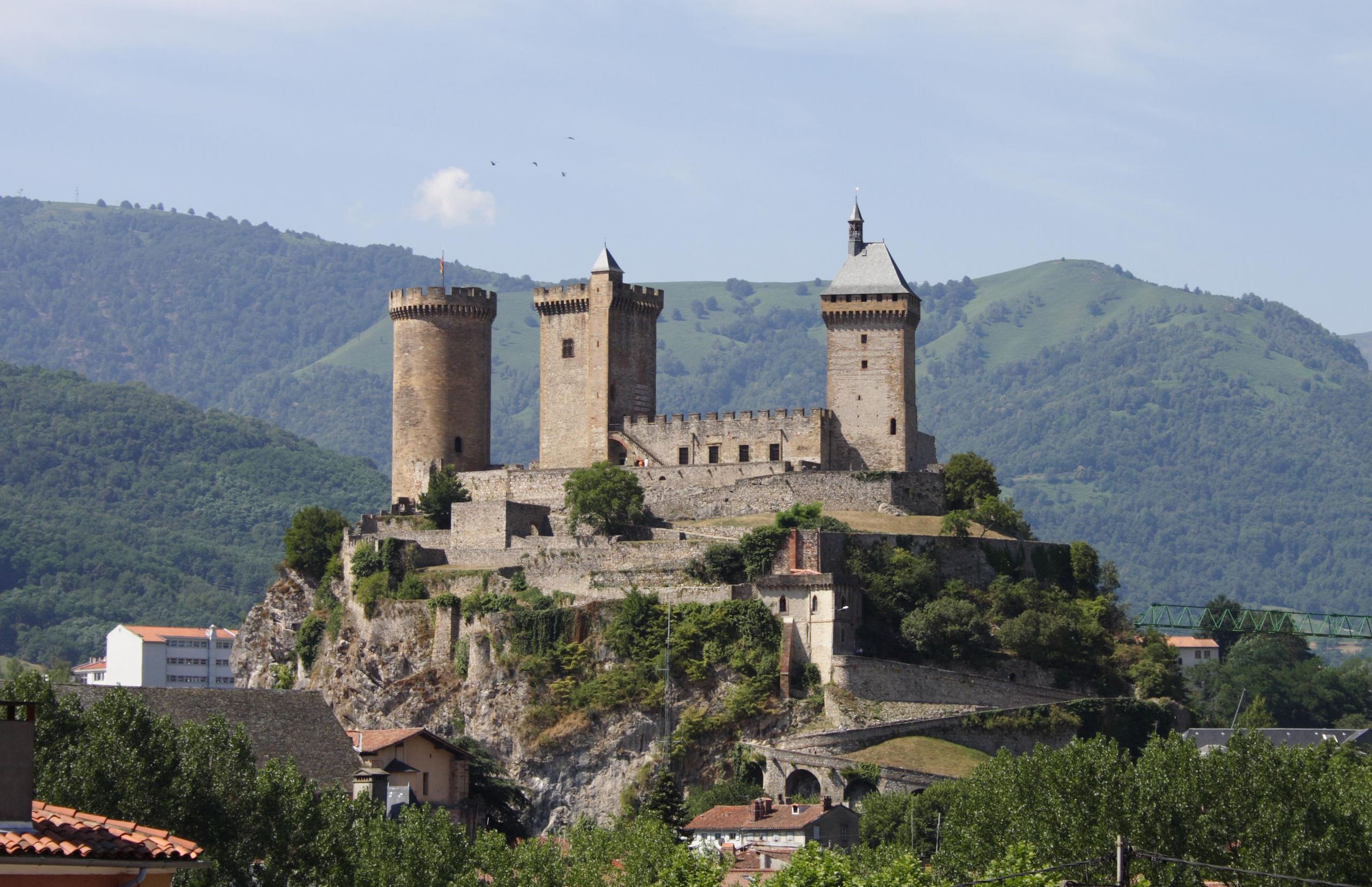
Slottet i Foix.

En av stadens sevärdheter är dess slott som är byggt på en fästning från 600-talet. Slottet är känt sedan 987. År 1002 testamenterades det av greven av Carcassonne, Roger I, till hans yngsta barn, Bernard. Detta medförde att områdets styrande familj bosatte sig i slottet. Det gav dem kontroll över dalen som leder till övre Ariège, samtidigt som slottet är en strategisk punkt för övervakning av låglandet.
Slottet blev huvudstad i grevskapet Foix 1034 och spelade en avgörande roll i medeltidens militärhistoria. Under de nästkommande två århundradena beboddes slottet av grevar med lysande personligheter, som personifierade Occitaniens motstånd under Albigenserkorståget. Grevskapet blev en tillflyktsort för förföljda katarer.
Slottet var ofta belägrat (bland annat av Simon de Montfort, 5:e earl av Leicester 1211 och 1212) men motstod angreppen utom en enda gång, 1486. Att det föll 1486 berodde på förräderi under ett krig mellan två grenar av släkten Foix.
Från och med 1300-talet tillbringade grevarna av Foix mindre och mindre tid i det obekväma slottet. De föredrog Palais des gouverneurs (Guvernörens palats) istället. Från 1479 blev grevarna av Foix kungar av Navarra och den siste av dem utnämndes till Henrik IV av Frankrike 1589.
Som säte för guvernören av Foix från 1400-talet, var slottet en viktig del av försvaret för området, speciellt under hugenottkrigen. Det var det enda slottet i området som kardinal Richelieu inte gav order om skulle förstöras.
Fram till franska revolutionen förblev slottet en garnison. Här hölls storslagna mottagningar för guvernörerna, bland dem greven av Tréville som var kapten för Ludvig XIII:s musketörer och Philippe Henri de Ségur, en av Ludvig XVI:s ministrar.
Det runda tornet byggdes på 1400-talet och är den nyaste delen av slottet. De två fyrkantiga tornen byggdes tidigare än 1000-talet. Tornen användes som fängelse under fyra århundraden, fram till 1862.
Sedan 1930 finns Arièges departementsmuseums samlingar på slottet.

## Befolkningsutveckling
Antalet invånare i kommunen Foix
| Referens: INSEE |